# 中里町 (新宿区)
中里町（なかざとちょう）は、東京都新宿区の町名。住居表示未実施。丁目の設定のない単独町名である。

## 地理
新宿区の北東部に位置する。地域北部は、山吹町に接する。北東部は一部改代町にも接する。東部は、赤城下町に接する。南部と西部は天神町に接する（地名はいずれも新宿区）。地域西部の天神町との境界部が江戸川橋通りに接している。地域内は住宅地となっている。他にビルやマンション、印刷・製本関連の企業が見られる。

## 歴史
江戸時代初期には牛込村の一部であった。1646年（正保3年）済松寺領となる。その後市街化が進み、1745年（延享2年）町奉行支配となり、牛込中里町、牛込中里村町が起立した。1872年（明治5年）牛込中里村町が山吹町に改称する。1911年（明治44年）牛込中里町が冠称を外し、現在の中里町となる。

### 地名の由来
兵庫町（現・神楽坂五丁目）と早稲田村の中間に位置したことが由来といわれる。

## 世帯数と人口
2025年（令和7年）3月1日現在（新宿区発表）の世帯数と人口は以下の通りである。
- 世帯数 : 367世帯
- 人口 : 697人

### 人口の変遷
国勢調査による人口の推移。
| 年                 | 人口 |
| ------------------ | ---- |
| 1995年（平成7年）  | 292  |
| 2000年（平成12年） | 698  |
| 2005年（平成17年） | 675  |
| 2010年（平成22年） | 617  |
| 2015年（平成27年） | 707  |
| 2020年（令和2年）  | 713  |

### 世帯数の変遷
国勢調査による世帯数の推移。
| 年                 | 世帯数 |
| ------------------ | ------ |
| 1995年（平成7年）  | 134    |
| 2000年（平成12年） | 329    |
| 2005年（平成17年） | 325    |
| 2010年（平成22年） | 296    |
| 2015年（平成27年） | 342    |
| 2020年（令和2年）  | 374    |

## 学区
区立小・中学校に通う場合、学区は以下の通りとなる（2018年8月時点）。
- 区域 : 全域
  - 小学校 : 新宿区立江戸川小学校
  - 中学校 : 新宿区立牛込第三中学校

## 事業所
2021年（令和3年）現在の経済センサス調査による事業所数と従業員数は以下の通りである。
- 事業所数 : 38事業所
- 従業員数 : 347人

### 事業者数の変遷
経済センサスによる事業所数の推移。
| 年                 | 事業者数 |
| ------------------ | -------- |
| 2016年（平成28年） | 45       |
| 2021年（令和3年）  | 38       |

### 従業員数の変遷
経済センサスによる従業員数の推移。
| 年                 | 従業員数 |
| ------------------ | -------- |
| 2016年（平成28年） | 549      |
| 2021年（令和3年）  | 347      |

## その他

### 日本郵便
- 郵便番号 : 162-0804[3]（集配局 : 牛込郵便局[14]）。